# Oskar Schultz-Gora
Oskar Schultz-Gora (Góra [avui: Gmina Stara Kiszewa, a Polònia], Prússia Occidental, 25 de setembre de 1860) - Jena, 25 de desembre de 1942) va ser un romanista i occitanista alemany.

## Vida i obra
Schultz-Gora va finalitzar el 1878 els estudis secundaris a Malbork. Entre 1878 i 1882 va estudiar a les universitats de Heidelberg, Roma, Ginebra, Leipzig i Berlín i es va doctorar (encara amb el nom d'Oskar Schultz) sota la direcció d'Adolf Tobler amb una tesi intitulada Die Lebensverhältnisse der italienischen Trobadors, sobre les relacions entre els trobadors italians. Va ser professor d'institut entre 1886 i 1892 a Altenburg. El 1893 es va habilitar a Berlin amb la tesi Die Briefe des Trobadors Raimbaut de Vaqueiras an Bonifaz I, Markgrafen von Monferrat (Halle a. S. 1893, traduïda a l'italià: Florència: 1898.) El 1900 va ser nomenat professor extraordinari a Berlín fins que el 1904 es va convertir en professor ordinari a la Universitat de Königsberg; d'aquesta va passar el 1911 a la d'Estrasburg, i el 1919 a la de Jena, on va ser, fins a la seva jubilació el 1928, director del seminari de filologia romànica. Amb el germanista Alois Brandl van ser els editors del la revista Archiv für die neueren Sprachen und Literaturen.
Schultz-Gora és un nom molt conegut pel seu manual d'ensenyament de l'occità antic, Altprovenzalisches Elementarbuch, reeditat nombroses vegades i present en moltes biblioteques universitàries.

## Obres
- Die provenzalischen Dichterinnen. Leipzig 1888, Ginebra 1975 [sobre les trobairitz]
- Altprovenzalisches Elementarbuch. Heidelberg 1906, 6ena edició 1973 [manual d'antic occità]
- Provenzalische Studien. I, II, Estrasburg 1919, 1921 ["estudis occitans", recull d'estudis]